# Água Tépula
Água Tépula (em latim: Aqua Tepula) é um antigo aqueduto romano construído em 126 a.C. pelos censores Cneu Servílio Cepião e Lúcio Cássio Longino. Sua fonte fica nos montes Albanos, a meros dezoito quilômetros de Roma, onde entrava pela Porta Tiburtina.
Frontino conta que as águas da Água Tépula eram mornas e impróprias para o consumo humano. Em 33 a.C. houve uma tentativa de esfriá-las misturando-as com as águas geladas da nova Água Márcia num tanque que era depois dividido em duas linhas separadas até dois terminus diferentes. Com um nível mais alto que a Água Márcia, a Água Tépula podia entregar água em muito mais pontos da cidade. Porém, a baixa qualidade da água acabou por minar seu sucesso. Era o mais curto aqueduto de Roma e entregava 17 800 m3 de água por dia, uma quantidade ínfima para o padrão dos demais aquedutos da cidade.